# Miasta Jemenu
Według danych oficjalnych pochodzących z 2004 roku Jemen posiadał ponad 60 miast o ludności przekraczającej 10 tys. mieszkańców. Stolica kraju Sana jako jedyne miasto liczyło ponad milion mieszkańców; 1 miasto z ludnością 500÷1000 tys.; 5 miast z ludnością 100÷500 tys.; 4 miasta z ludnością 50÷100 tys.; 11 miast z ludnością 25÷50 tys. oraz reszta miast poniżej 25 tys. mieszkańców.

## Największe miasta w Jemenie
Największe miasta w Jemenie według liczebności mieszkańców (stan na 16.12.2004):
| L.p. | Miasto               | Muhafaza   | Liczba ludności |
| ---- | -------------------- | ---------- | --------------- |
| 1.   | Sana (صنعاء)         | Sana       | 1 707 531       |
| 2.   | Aden (عدن)           | Aden       | 588 938         |
| 3.   | Ta’izz (تعز)         | Ta’izz     | 466 968         |
| 4.   | Al-Hudajda (الحديده) | Al-Hudajda | 409 994         |
| 5.   | Ibb (إب)             | Ibb        | 212 992         |
| 6.   | Al-Mukalla (المكلا)  | Hadramaut  | 182 478         |
| 7.   | Zamar (ذمار)         | Zamar      | 146 346         |
| 8.   | Amran (عمران)        | Amran      | 77 825          |
| 9.   | Badżil (باجل)        | Al-Hudajda | 55 760          |
| 10.  | Sada (صعدة)          | Sada       | 51 870          |

## Alfabetyczna lista miast w Jemenie
(w nawiasie nazwa oryginalna w języku arabskim, czcionką pogrubioną wydzielono miasta powyżej 1 mln)
- Abs (عبس)
- Ad-Dahi (الضحي)
- Ad-Dali (الضالع)
- Ad-Dis (الديس)
- Aden (عدن)
- Al-Bajda (البيضاء)
- Al-Chawcha (الخوخه)
- Al-Dżarrahi (الجراحي)
- Al-Ghajda (الغيظه)
- Al-Habilajn (الحبيلين)
- Al-Hadżara (شهاره)
- Al-Hazm (الحزم)
- Al-Hudajda (الحديده)
- Al-Ka’ida (القاعده)
- Al-Katn (القطن)
- Al-Kutaj (القطيع)
- Al-Mahabisza (المحابشة)
- Al-Mahwit (المحويت)
- Al-Mansurija (المنصورية)
- Al-Marawia (المراوعة)
- Al-Marhina (المرهنة)
- Al-Milaha (الملاحه)
- Al-Misrach (المسراخ)
- Al-Mukalla (المكلا)
- Amran (عمران)
- Ar-Rahida (الراهدة)
- Asz-Szihr (الشحر)
- Atak (عتق)
- At-Tuhajta (التحيتا)
- At-Turba (التربة)
- Az-Zajdija (الزيدية)
- Badżil (باجل)
- Bajhan (بيحان)
- Bajt al-Fakih (بيت الفقيه)
- Chamr (خمر)
- Damt (دمت)
- Dhahyan (ضحيان)
- Dża’ar (جعار)
- Dżibla (جبله)
- Ghajl Ba Wazir (غيل باوزير)
- Hadżdża (حجة)
- Hajs (حيس)
- Harad (حرض)
- Ibb (إب)
- Jarim (يريم)
- Kataba (قعطبه)
- Lahidż (لحج)
- Lawdar (لودر)
- Mabar (معبر)
- Makbana (مقبنة)
- Marib (مأرب)
- Rajda (ريده)
- Rida (رداع)
- Sada (صعدة)
- Sahhar (سحار)
- Sajjan (سيان)
- Sajun (سيئون)
- Sana (صنعاء)
- Szafar (شفر)
- Szibam (شبام)
- Ta’izz (تعز)
- Tarim (تريم)
- Zabid (زبيد)
- Zamar (ذمار)
- Zindżibar (زنجبار)